# Bence Szabó
Bence Szabó, född 13 juni 1962 i Budapest, är en ungersk fäktare som tog OS-silver i herrarnas lagtävling i sabel i samband med de olympiska fäktningstävlingarna 1996 i Atlanta.